# Norbert (Hausmeier)
Norbert oder Nordebert († 697) war ein treuer Gefolgsmann von Pippin von Heristal. Nach Pippins Sieg im Juni 687 in der Schlacht von Tertry konzentrierte sich Pippin auf sein Hausmeieramt in Austrasien und übergab Norbert das Amt für Neustrien. Über beide Teilreiche regierte formal Theuderich III. Norbert behielt dieses Amt bis zum Jahr 695.
| Personendaten    | Personendaten           |
| ---------------- | ----------------------- |
| NAME             | Norbert                 |
| ALTERNATIVNAMEN  | Nordebert               |
| KURZBESCHREIBUNG | Hausmeister (Neustrien) |
| GEBURTSDATUM     | 7. Jahrhundert          |
| STERBEDATUM      | 697                     |